# Albizia niopoides
Albizia niopoides là một loài thực vật có hoa trong họ Đậu. Loài này được (Benth.) Burkart miêu tả khoa học đầu tiên.